# Protoribates myrmecophilus
Protoribates myrmecophilus är en kvalsterart som beskrevs av Aoki och Ito 1997. Protoribates myrmecophilus ingår i släktet Protoribates och familjen Protoribatidae. Inga underarter finns listade i Catalogue of Life.